# 대륙사관
대륙사관(大陸史觀)은 한국사의 일부로 취급되는 국가와 한국인의 활동 영역을 한반도뿐만 아니라 만주, 또는 보하이만 부근과 산둥반도를 비롯한 중국 본토의 동쪽 해안까지 확장하는 역사관이다. 이러한 관점이 부각되기 시작한 것은 1980년대에 들어서이며, 백제의 중국 동해안 진출이나 한국 역사의 일부로서의 발해사가 강조되었다.
1990년대를 거치면서 주장이 다양해져 삼국시대의 중심 지역이 중국 본토였다는 주장이 등장하였고,, 일부에서는 이를 확장하여 고려나 조선이 한반도가 아닌 중국 본토에 있었다고 주장하기도 하였다. 남·북한의 역사학계에서는 이러한 주장들을 인정하지 않는다.

## 개요
대륙사관을 주장하는 이들은 대륙사관은 반도사관(半島史觀)에 대응하는 개념이며, 일제강점기의 반도사관이 한국역사에 반영되어 있기에 이를 극복해야 한다고 주장한다.
이들은 기존의 고대사 연구와 다른 틀을 주장하기도 한다. 예를 들어 기존 학계는 역사서의 요동(遼東)을 현대의 요동(랴오둥)와 같은 곳으로 인식하고 있다. 그러나 대륙사관론자들은 일부 문헌의 해석을 근거로 지금보다 해당 지역이 더 서쪽에 위치해 있었으며, 따라서 고구려의 실제 강역도 서쪽으로 더 넓었다는 식으로 주장한다. 이러한 주장은 현 주류 사학자들과 대립 관계에 있는 재야 사학자 및 여러 개인 연구가들에 의해 신봉되고 있으며, 이를 옹호하는 인터넷상의 역사 동호회도 존재한다.

## 대륙사관의 유형 및 주장
대륙사관에는 다양한 견해가 존재한다. 일부에서는 한국의 역사를 만주와 현 중국대륙으로 확장하며, 다른 일부에서는 한국의 역사가 한반도가 아닌 중국 대륙에서 진행되었다고 주장하기도 한다.
한반도 중심의 역사를 부정하는 대륙사관론자들은 고조선·삼국 시대까지는 중국 대륙에 해당 국가가 있었다는 데에서는 대체로 의견의 일치를 보이고 있다. 하지만 그 이후 시대에도 대륙사관이 적용되는지 여부는 연구자마다 다르다. 남북국 시대 이후는 반도사관으로 규정하기도 하며, 고려까지 심지어 근세 조선까지 중국 대륙에 있었다는 식의 주장도 있다.
아울러 고대 기록에 나오는 왜(倭)가 현대의 일본이 아니라, 삼국과 마찬가지로 현 중국 대륙에 있었다고 주장하기도 한다.

### 대륙삼국설
고구려, 백제, 신라, 가야 등 삼국시대의 나라들이 모두 중국대륙에 있었다는 주장이다. 이들이 주로 인용하는 자료 중 하나는 바로 삼국사기, 삼국유사 등에 등장하는 메뚜기 관련 기사이다. 지금은 한국에서 메뚜기 떼로 인한 피해를 전혀 찾아볼 수 없지만, 삼국사기 등에 메뚜기 떼로 인한 피해가 등장하는 것으로 보아, 메뚜기 떼가 지금도 존재하는 중국 대륙에 삼국시대의 나라들이 있지 않았겠느냐는 주장이다. 이 주장은 네티즌들의 반박 주장을 통해 메뚜기 관련 기사가 조선왕조실록에도 등장하는 것이 알려지자 조선도 중국에 위치해 있었다는 주장으로 변하기도 했다.

#### 삼국 초기의 천문기록
1996년 서울대학교 천문학과 박창범 교수가 새로운 연구방법으로 천문 기록을 분석, 삼국의 관측지가 현 중국 대륙에 있었을 가능성을 시사하는 논문을 발표하였다. 박창범 교수는 천문학자로서 '고고천문학'이라는 새로운 방법을 사학계에 제시하였으며, 그 결론에 대한 판단은 사학자들이 내려야 한다고 주장하였다. 이후에 이문규 교수 등은 토론과 학술발표를 통하여 천문학의 역사 연구를 위한 도구로서의 유용성은 인정하였으나, 결과의 해석에 대해서는 문제가 있음을 지적하였다.

##### 대륙 백제
- 백제는 후에 점점 강하고 커져서 작은 나라를 병합하고 그 나라가 본래 구려와 함께 요동의 동쪽에 있었는데 진나라 때 구려가 이미 요동을 점령하고 백제 역시 요서.진평의 2군을 점령하고 백제군이다. <양서> 백제전
- 백제국은 본래 고구려와 더불어 요동의 동쪽 천여리에 함께 있었으며 그 후 고구려는 요동에 있었으며 백제는 요서에 있었고 백제가 다스린 곳은 진평군 진평현이라 불렀다. <송서> 권97
- 금주, 의주, 애훈 등지가 모두 백제이다. <만주원류고>
- 북위가 병력을 보내어 백제를 공격하였으나 백제에게 패하였다. 백제는 진대부터 요서와 진평 2군을 차지하고 있었다. <자치통감>
- 고구려와 백제의 전성시절에는 강한병사가 1백만명이나 되어 남쪽으로는 오월을 침범하였다. <삼국사기> 최치원전

##### 대륙 신라
- 당나라 때 계림(雞林)으로 일컬어졌던 곳은 당연히 오늘날의 길림(吉林)으로 생각되는데 말이 그릇되어서 이렇게 된 것이요, 따라서 신라·백제 등 여러 나라들도 역시 모두 그 부근 지역에 있었다…《만주원류고》
- '박연암집(朴燕巖集)'에  복건성(福建省)의 천주.장주가 일찍이 신라의 땅이 되었다 하니 하서(何書)에 거(據)한 말인지 알지 못하여 인용치 못하거니와 진흥대왕이 흑 해외도 경략하여 이 유적(遺蹟)을 끼친 곳이 있는가 한다. 《조선상고사》

대륙 백제설에 대해서는 학계의 논의가 분분하나, 대륙 신라는 인정되지 않고 있다.

### 대륙고려설
고려의 영토가 중국대륙에까지 미쳐 있었다는 주장이다.  20년간 강역연구를 하고 일본 궁내청 왕실도서관에 한국 상고사 서적이 있다고 밝힌 박창화 교수는 <강역고>에서 고려의 영토가 만주를 포함한다고 주장하였다. 대륙고려를 주장하는 이들이 인용하는 주요 자료는 중국 25사중 하나인 송사에 나오는 북송과 금의 마찰에 대한 부분이다. 북송의 왕족이 금에게 잡혀갔을때, 남송이 북송으로 가기 위해 고려에게 길을 내달라고 부탁한 것을 보면 고려의 영토가 대륙에도 있었을 것이라는 주장이다. 이외에도 아래와 같은 자료들이 인용된다.
- 임진왜란 당시 조선으로 파견된 명의 장군 이여송이 요동(遼東) 철령위(鐵嶺衛) 출생인 것
- 태조 왕건 시절 오월국(吳越國) 사람들이 고려로 귀순·투항한 것
- 태조 때 거란에서 사신 30명과 낙타 50필을 보내와 화친을 청했지만 태조가 사신을 가두어 버리고 낙타를 굶겨 죽여버렸는데도 한반도의 넓이도 안된다고 알려진 고려를 막강한 힘을 가진 거란이 이 때 무력으로 응징하지 않은 것.
- 현종 때 오월국(吳越國) 사람들이 고려로 귀순·투항하고 천축국(天竺國)의 마후라(摩喉羅) 승려와 서천축국(西天竺國)의 홍범대사(洪梵大師)가 1~2 만 여리 거리에 있는 고려에 귀순을 한 것
- 현종 때 민월(越)사람들이 귀순·투항하고 만 여리나 떨어진 감숙성에 위치한 철리국(鐵利國)에서 한반도의 조그만 나라로 알려진 고려에 조공을 하며 속국이 되기를 자청한 것.
- 현종 때 중국 복건성의 천주(泉州)사람들이 귀순·투항한 것
- 고려 인종 14년 기록 : 9월에 김치규(金稚規)와 유대거(劉待擧)를 송나라 명주(明州)에 보내어 첩(牒)을 전하기를, 만약 상국의 울타리인 우리 나라가 없어진다면, 회남(淮南)·절강(浙江)의 언저리가 금나라와 인접될 것이니, 진실로 상국(上國)의 이익이 되지 않을 것입니다.[5] 고려의 영토를 한반도를 기점으로 볼 때는 이치에 맞지 않는다고 주장
- 1102년(숙종 7년) 10월 ‘왕, 북숭산(北崇山) 신호사(神護寺)에 가서 오백나한재(五百羅漢齋)를 설치 라는 기록에서 숭산의 위치를 파악할 수 없으며 한반도 내에 없다고 주장
- 1006년 2월 '등주(登州), 용진진(龍津鎭), 귀성(龜城)에 성을 쌓음'에서 등주는 한반도에 위치하지 않았다고 주장
- ‘1026년(현종17년)윤 5월 거란, 야율골타(耶律骨打)를 보내어 동북여진을 치는데 길을 빌려줄 것을 청했으나 불허’ 기존의 고려 영토를 볼 때 이치에 맞지 않다고 주장.
- 930년 8월 청주(靑州)에 거대한 나성(羅城)을 쌓았다고 전해지나 고고학적 증거가 발견되지 않는 것
- 고려시대 각종 지진과 가뭄 등의 횟수가 동시대 중국의 자연재해 횟수와 비슷하다는 것
- 고려의 행정구역 수가 584개로서 조선의 324개에 비해 2배 정도인 것
- 한반도의 평범한 산에서 화산이 폭발한 것
- 중국 사천성의 '영릉'에 묻힌 왕건이 고려의 태조 왕건이며 현지인들은 그 무덤을 '카오리 왕젠의 무덤'이라고 부른다는 것[6]

이상과 같은 근거를 들고 있으나, 주류 사학계에서는 이들의 주장을 인정하지 않고 있다.

### 대륙조선설
조선의 영토가 중국대륙에까지 미쳐있었고, 한반도에 남아있는 유적들은 가짜이며 청나라는 조선의 속국이었다는 주장이다. 이 주장의 증거는 서양의 고지도나 조선왕조실록의 이상한 부분들을 인용하고 있지만, 대륙삼국설이나 대륙고려설보다도 증거가 훨씬 부족하고 명확한 유적과 유산들까지 한반도에 남아있어 일부 대륙사관자들에게조차 고려되지 않는다. 이것과는 별개로 청에서 봉금지역으로 해 놓았던 심-요 지역, 서간도, 동/북간도, 연해주 등이 조선의 영토였다고 주장하는 설이 있다.

## 비판
대륙사관에 대해, 기존 역사학계는 학술적으로 근거가 부족하여 학문으로써의 가치가 떨어진다는 입장을 취하고 있다. 대륙사관이 근거 자료로써 제시하는 규원사화, 환단고기 등의 사서는 서술되었다고 주장되는 시점에서 보았을 때에는 사리에 맞지 않는 서술들이 있고, 19세기 이후 문호 개방을 통해 들어오거나 의미가 변화한 단어들이 많이 사용되었기 때문에, 학계에서는 이들 책이 19세기 이후의 위작이거나 변조된 문헌이라고 본다.
또한, 학계는 이 문헌들이 실제로 서술된 시점에서 생각할 때, 문헌들의 서술이 대륙사관론자의 주장처럼 민족주의 사상을 고취하기보다는 오히려 일본 제국의 대동아공영권 등의 주장에 영합하는 친일 민족주의적 성격을 띨 가능성이 있다고 보고 있다.
한편, 대륙사관이 주요 반박의 대상으로 삼는 소위 반도사관은 일제가 만들어낸 반도사관과 전혀 다른 개념이라는 점이 지적된다. 대륙사관은 반도사관에 대응하는 개념이 아니라 일제의 반도사관이 설정해 놓은 틀에 사로잡혀 사고하는 전형적인 모습으로, 오히려 일제가 만든 반도사관을 재생산한다는 것이다.
대륙사관에 대한 비판은 재야사학계에서도 제기되고 있다. 재야사학자 박영규는 자신의 저서 《한권으로 읽는 백제왕조실록》을 통해, 대륙사관을 비판하였다. 즉, 현재 한국에서 벌어지지 않는 갖가지 기상이변이나 자연재해가 삼국사기에 등장하는 것만으로 대륙사관을 주창할 수 없다는 것인데, 삼국시대 이후를 다루고 있는 고려사나 조선왕조실록에도 현재 한국에는 없는 기상이변이나 메뚜기 떼 피해 등 자연재해가 등장한다.

## 같이 보기
- 식민사관
- 민족사관
- 만선사관
- 반도사관
- 민족주의

## 참고 문헌 및 링크
- 이문규, 「현대 천문학을 이용한 역사 해석에서 나타나는 문제」, 전국역사학대회 과학사분과 발표문, 2003
- 방영물: 「TV, 책을 말하다 - 하늘에 새긴 우리역사」, KBS, 2004 보관됨 2007-09-29 - 웨이백 머신
- 김정희, 〈식민사관을 계승한 이병도사관〉, 민족문제연구소
- 황원구, '국학', digital 한국학